# Billesley
Billesley är en civil parish i Storbritannien.   Den ligger i grevskapet Warwickshire och riksdelen England, i den södra delen av landet, 140 km nordväst om huvudstaden London.